# Zevenstrepengors
De zevenstrepengors (Emberiza tahapisi) is een zangvogel uit de familie van gorzen (Emberizidae). De soort komt voor in Afrika en het Arabisch schiereiland.

## Kenmerken
De vogel is 13 tot 15 cm lang en weegt 11,6 tot 21 g. Het mannetje van de nominaat heeft een opvallende afwisseling van donkere en lichte strepen op de kop. Dit patroon is duidelijker dan bij de huisgors en de gestreepte gors. De buik is kaneelkleurig, de keel en bovenkant van de borst zijn zwart. Van boven is de vogel bruin met donkere streepjes.

## Verspreiding en leefgebied
Er zijn vijf ondersoorten:
- E. t. arabica (Z-Arabië)
- E. t. insularis (het eiland Socotra)
- E. t. septemstriata (O-Soedan, Eritrea en Ethiopië tot NW-Somalië)
- E. t. tahapisi (Z-Ethiopië tot ZO-Zuid-Afrika, verder in Z-Gabon, Angola en Z-Congo-Kinshasa)
- E. t. nivenorum (Z-Angola tot Midden-Namibië)

Het leefgebied bestaat uit rotsige berghellingen en overwegend droge, kale terreinen, verlaten zandige akkers en langs wegen. Vaak in de buurt van bronnen.

## Status
De grootte van de populatie is niet gekwantificeerd, maar blijft waarschijnlijk stabiel. Om deze reden staat de zevenstrepengors als niet bedreigd op de Rode Lijst van de IUCN.

Emberiza tahapisi Smith, 1836, illustratie, 1835